# Dominique aux Jeux olympiques d'hiver de 2014
La Dominique participe aux Jeux olympiques d'hiver de 2014 à Sotchi en Russie du 7 au 23 février 2014. Il s'agit de sa première participation à des Jeux d'hiver, et la délégation est composée de deux époux fondeurs.

## Cérémonies d'ouverture et de clôture
La Dominique, après le Danemark et avant le Zimbabwe, est la 25e des 88 délégations à entrer dans le stade olympique Ficht de Sotchi au cours du défilé des nations durant la cérémonie d'ouverture. Le porte-drapeau du pays est le fondeur Gary di Silvestri.

## Ski de fond
Ce petit État insulaire des Caraïbes est représenté par le couple Gary et Angelica di Silvestri, respectivement de nationalités américaine et italienne, et âgés de 47 et de 48 ans. Leur participation est controversée, car les médias révèlent qu'ils ont acheté leur citoyenneté dominiquaise pour pouvoir prendre part aux Jeux, n'ayant aucun lien avec ce pays. Ils ont par ailleurs menti quant à leur passé de sportifs, mais sont parvenus de justesse à atteindre les minima et se qualifier pour les Jeux. S'étant fracturé le nez durant l'entraînement, Angelica di Silvestri est forfait pour son unique épreuve à Sotchi, le 10 km dames. Gary di Silvestri prend part au 15 km messieurs, mais abandonne très rapidement, « après quelques centaines de mètres », affirmant par la suite être malade,. 
La Dominique obtient ainsi les résultats suivants :
| Athlète               | Épreuve      | Résultat | Résultat |
| Athlète               | Épreuve      | Temps    | Rang     |
| --------------------- | ------------ | -------- | -------- |
| Gary di Silvestri     | 15 km hommes | DNF      |          |
| Angelica di Silvestri | 10 km femmes | DNS      |          |